# Georg Baselitz
Georg Baselitz (Kamenz, 23 de gener de 1938) és un pintor austríac que va formar-se a la República Democràtica Alemanya abans de traslladar-se a la República Federal d'Alemanya. L'estil de Baselitz s'interpreta als Estats Units d'Amèrica com a neoexpressionista, però des d'una perspectiva europea es considera més aviat postmodern.
La seva carrera va començar de manera meteòrica a la dècada del 1960 després que la policia intervingués una de les seves pintures, un autoretrat (Die große Nacht im Eimer) que representava un noi masturbant-se. L'any 1969 va començar a pintar els seus temes cap per avall en un esforç per superar el caràcter representatiu i orientat al contingut de la seva obra anterior i subratllar l'artifici de la pintura. El tema de la destrucció es repeteix en moltes de les seves obres, juntament amb altres circumstàncies autobiogràfiques.